# Principato vescovile di Würzburg
Il Principato vescovile di Würzburg fu uno Stato ecclesiastico della Germania esistito dal 1168 al 1803.

## Storia
Nel 1115, Enrico V diede il territorio della Franconia Orientale (Ostfranken) in ricompensa a suo nipote Corrado di Hohenstaufen che utilizzò il titolo di «Duca di Franconia». La Franconia rimase agli Hohenstaufen sino al 1168 quando il vescovo di Würzburg ottenne formalmente i diritti ducali sulla Franconia Orientale. Già in precedenza esisteva dunque una struttura in diocesi ma il vescovo prima del 1168 non possedeva potere temporale. Il vescovo di Würzburg vantò da quel momento più propriamente il titolo di Duca in Franconia (Herzog in Franken) più che quello di Duca di Franconia (Herzog von Franken).
Il termine «Franconia» cadde così in disuso, ma il vescovo poté creare un vero e proprio Stato territoriale che crollò solo nel 1803 dopo la secolarizzazione del Sacro Romano Impero ad opera di Napoleone Bonaparte.
Al crollo del dominio temporale, ai vescovi non rimase altro che quello spirituale che da allora comunque continuò ad essere perpetuato nella diocesi di Würzburg che però non poté vantare altri possedimenti territoriali in area. Il principe-vescovo, al momento della secolarizzazione, fu «pensionato» con una somma annua di 60.000 fiorini e fu nominato vescovo coadiutore di Bamberga.
Nel 1805 sul medesimo territorio della diocesi fu formato il Granducato di Würzburg che fu concesso a Ferdinando III di Toscana, ex granduca, per ricompensare la perdita del proprio Stato subita a danno dei francesi, unitamente ai territori dell'ex arcidiocesi di Salisburgo.

## Principi-vescovi di Würzburg, 1165–1808

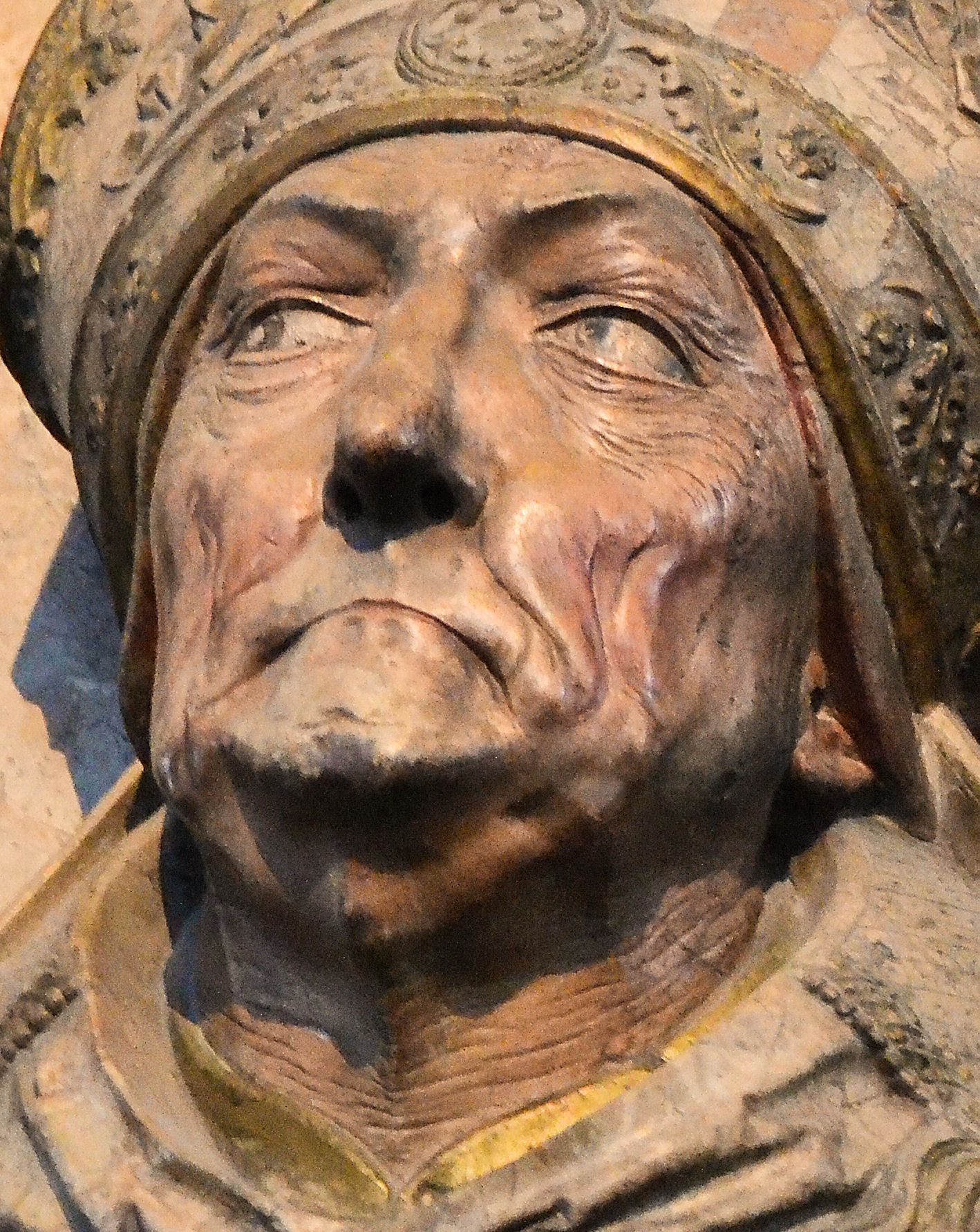
Il principe-vescovo Rudolf von Scherenberg

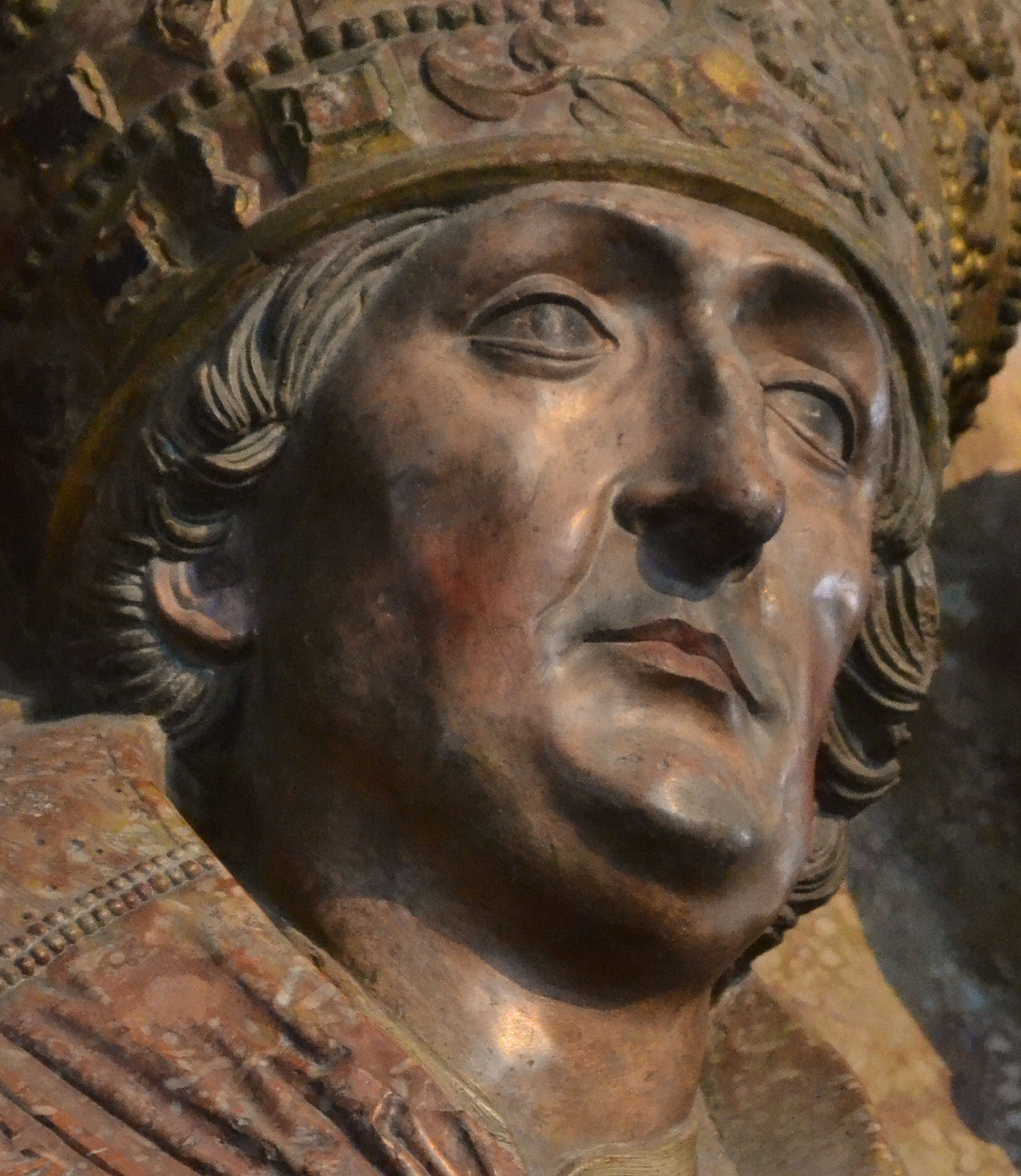
Il principe-vescovo Lorenz von Bibra

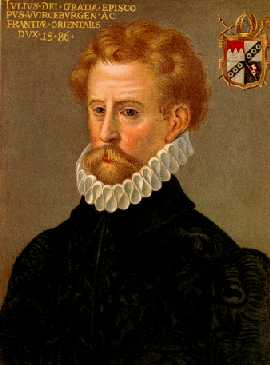
Julius Echter von Mespelbrunn

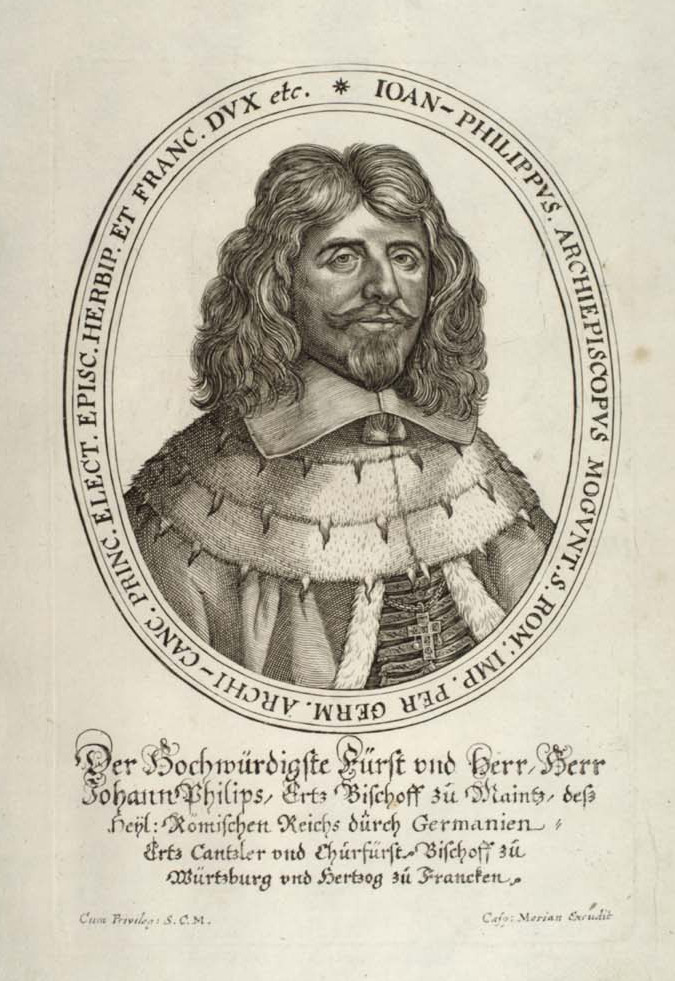
Il principe-vescovo Johann Philipp von Schönborn

- Aroldo von Hochheim † (14 giugno 1165–3 agosto 1171 deceduto)
- Reginardo von Abenberg † (1º settembre 1171–15 giugno 1184 deceduto)
- Goffredo von Spitzenberg-Helfenstein † (12 agosto 1184–6 marzo 1190 deceduto)
- Filippo di Svevia † (1190–1191 deceduto)
- Enrico di Berg † (1192–giugno 1197 deceduto)
  - Goffredo di Hohenlohe † (1197 deceduto) (vescovo eletto)
- Corrado di Querfurt † (giugno 1198–4 dicembre 1202 deceduto)
- Enrico di Katzburg † (dicembre 1202–20 luglio 1207 deceduto)
- Ottone di Lobdeburg † (agosto 1207–5 dicembre 1223 deceduto)
- Dietrich di Homburg † (14 dicembre 1223–20 febbraio 1225 deceduto)
- Ermanno di Lobdeburg † (27 febbraio 1225–3 marzo 1254 deceduto)
- Iring di Reinstein-Homburg † (12 aprile 1254–22 novembre 1265 deceduto)
- Poppo di Trimberg † (25 maggio 1268–19 settembre 1270 deceduto)
  - Bertoldo di Henneberg † (1271–1274 deceduto) (antivescovo)
- Bertoldo di Sternberg † (23 ottobre 1274–13 novembre 1287 deceduto)
- Mangoldo di Neuenburg † (novembre 1287–29 luglio 1303 deceduto)
- Andrea di Gundelfingen † (agosto 1303–14 dicembre 1313 deceduto)
- Goffredo di Hohenlohe † (20 giugno 1317[1]–4 settembre 1322 deceduto)
  - Federico di Stolberg † (1313–1317) (antivescovo)
- Volframio di Grumbach † (26 agosto 1323–6 luglio 1333 deceduto)
- Ottone di Wolfskeel † (2 dicembre 1333–23 agosto 1345 deceduto)
  - Ermanno Hummel di Lichtenberg † (30 luglio 1333–21 marzo 1335 deceduto) (antivescovo)
- Alberto di Hohenberg † (19 ottobre 1345–7 ottobre 1349 nominato vescovo di Frisinga)
- Alberto di Hohenlohe † (8 febbraio 1350–27 giugno 1372 deceduto)
- Gerardo di Schwarzburg † (6 ottobre 1372–9 novembre 1400 deceduto)
- Giovanni di Egloffstein † (9 maggio 1402–22 novembre 1411 deceduto)
- Giovanni di Brunn † (18 marzo 1412–9 gennaio 1440 deceduto)
- Sigismondo di Sassonia † (20 gennaio 1440 succeduto–19 novembre 1443 deposto)
- Gottfried von Limpurg † (16 ottobre 1443–1º aprile 1455 deceduto)
- Johann von Grumbach † (16 giugno 1455–11 aprile 1466 deceduto)
- Rudolf von Scherenberg † (20 giugno 1466–29 aprile 1495 deceduto)
- Lorenz von Bibra † (10 luglio 1495–6 febbraio 1519 deceduto)
- Konrad von Thüngen † (13 aprile 1519–16 giugno 1540 deceduto)
- Konrad von Bibra † (27 agosto 1540–8 agosto 1544 deceduto)
- Melchior Zobel von Guttenberg † (27 ottobre 1544–14 aprile 1558 deceduto)
- Friedrich von Wirsberg † (4 novembre 1558–12 novembre 1573 deceduto)
- Julius Echter von Mespelbrunn † (4 giugno 1574–13 settembre 1617 deceduto)
- Johann Gottfried von Aschhausen † (12 febbraio 1618–29 dicembre 1622 deceduto)[2]
- Philipp Adolf von Ehrenberg † (19 marzo 1624–16 luglio 1631 deceduto)
- Franz von Hatzfeld † (3 gennaio 1632–30 luglio 1642 deceduto)[3]
- Johann Philipp von Schönborn † (18 aprile 1644–23 agosto 1649 nominato arcivescovo di Magonza)
  - Johann Philipp von Schönborn † (23 agosto 1649–12 febbraio 1673 deceduto) (amministratore apostolico)
- Johann Hartmann von Rosenbach † (10 settembre 1674–19 aprile 1675 deceduto)
- Peter Philipp von Dernbach † (24 febbraio 1676–22 aprile 1683 deceduto)
  - Konrad Wilhelm von Wernau † (31 maggio 1683–5 settembre 1684 deceduto) (vescovo eletto)
- Johann Gottfried von Guttenberg † (12 agosto 1686–14 dicembre 1698 deceduto)
- Johann Philipp von Greiffenklau † (1º giugno 1699–3 agosto 1719 deceduto)
- Johann Philipp Franz von Schönborn † (15 dicembre 1719–18 agosto 1724 deceduto)
- Christoph Franz von Hutten † (20 dicembre 1724–25 marzo 1729 deceduto)
- Friedrich Karl von Schönborn-Buchheim † (3 agosto 1729–25 luglio 1746 deceduto)[4]
- Anselm Franz von Ingelheim † (28 novembre 1746–26 luglio 1749 deceduto)
- Karl Philipp von Greiffenklau † (21 luglio 1749–25 novembre 1754 deceduto)
- Adam Friedrich von Seinsheim † (17 marzo 1755–23 maggio 1757 nominato arcivescovo di Bamberga)
  - Adam Friedrich von Seinsheim † (23 maggio 1757–18 febbraio 1779 deceduto) (amministratore apostolico)
  - Franz Ludwig von Erthal † (12 luglio 1779–14 febbraio 1795 deceduto) (amministratore apostolico)[5]
- Georg Karl von Fechenbach † (1º giugno 1795–9 aprile 1808 deceduto)[6]

Perdita del potere temporale nel 1803. Il territorio fu ceduto alla Baviera sino al 1805.